# 도널드 플레전스
도널드 헨리 플레전스(Donald Henry Pleasence, 1919년 10월 5일 ~ 1995년 2월 2일)는 잉글랜드의 영화, 텔레비전, 무대 배우이다.

## 죽음
1995년 플레전스는 심장 판막 치환 수술 후 프랑스 생폴드방스에서 심부전 합병증으로 75세의 나이로 사망했다. 그의 몸은 화장되었다.